# 1421
1421 (MCDXXI) var ett normalår som började en onsdag i den julianska kalendern.

## Händelser

### December
- 25 december – Milano ockuperar Genua upphör.[1]

### Okänt datum
- Den första patenten utfärdas av Republiken Florens.[2]
- Den danske biskopen i Västerås förflyttas till Odense och efterträds av ytterligare en dansk, Oluf Knob.
- Ett möte hålls i Uppsala mellan kung Erik av Pommern, det svenska riksrådet och domkapitlet. Härvid förmås den kungavänlige ärkebiskopen Jöns Gerekesson att nedlägga sitt ämbete mot löfte om årlig pension från ärkestiftet. Johan Håkansson blir ny svensk ärkebiskop.
- Yongle-kejsaren flyttar Mingdynastins huvudstad från Nanking till Peking.

## Födda
- 6 december – Henrik VI, kung av England och herre över Irland 1422–1461 och 1470–1471.

## Avlidna
- 26 maj – Mehmet I, sultan av Osmanska riket.

### Fotnoter
1. ↑  World Statesmen (läst 6 april 2011)
2. ↑  Terence, Kealey. The Economic Laws of Scientific Research. 1996.